# Anke Laufer
Anke Maria Laufer (* 5. Juli 1965 in Villingen im Schwarzwald) ist eine deutsche Schriftstellerin.

## Leben
Laufer studierte Ethnologie und Politik an der Albert-Ludwigs-Universität Freiburg, wo sie 1998 auch promoviert wurde.
Sie lebt mit ihrer Familie in Kusterdingen. Neben ihrer schriftstellerischen Tätigkeit ist sie als freie Korrektorin, Redakteurin und Projektkoordinatorin im Verlagswesen tätig. Sie erhielt mehrere Auszeichnungen und Nominierungen sowie mehrere Stipendien.
Laufer ist Gründungsmitglied der Autorengruppe Die LiteRatten und der Autorinnenvereinigung Dreiländereck. Zudem ist sie Mitglied im Verband deutscher Schriftstellerinnen und Schriftsteller und im Förderkreis deutscher Schriftsteller in Baden-Württemberg.

## Publikationen (Auswahl)
- Rassismus, ethnische Stereotype und nationale Identität in Peru. [=Ethnologische Studien, Bd. 34; zugl. Diss. Universität Freiburg (Breisgau), 1998] Lit Verlag,	Münster; Hamburg; London 2000. ISBN 978-3-825-84904-7
- Die Irritation. 21 Stories. worthandel:verlag, Dresden 2012. ISBN 978-3-935-25931-6
- Schallmeyers Klarsicht – Vermächtnis eines toten Ingenieurs. worthandel:verlag, Dresden 2012. ISBN 978-3-935-25934-7
- Die Chronistin von Chateauroux – Eine Entdeckung im Jahr 2121. worthandel:verlag, Dresden 2012. ISBN 978-3-935-25932-3
- Chinakladden – Roadmovie einer Kindheit. worthandel:verlag, Dresden 2012. ISBN  978-3-935-25933-0
- Phantastische Storys 08: Nachtprotokolle. Blitz-Verlag, Windeck 2016. ISBN 978-3-957-19608-8

## Ehrungen
Preise:
- 2007: 1. Preis Schwäbischer Literaturpreis
- 2009: 1. Preis Deutscher Kurzkrimi-Preis
- 2009: 3. Preis Schwäbischer Literaturpreis
- 2009: 3. Preis Nordhessischer Autorenpreis
- 2010: 3. Preis Irseer Pegasus
- 2010: 1. Preis Stockstädter Literaturpreis
- 2011: 1. Preis Würth-Literaturpreis
- 2013: 2. Preis Literaturpreis der keb Diözese Rottenburg-Stuttgart
- 2015: 3. Preis Literaturwettbewerb der Bonner Buchmesse Migration in der Kategorie „Erzählungen“

Nominierungen:
- 2011: Friedrich-Glauser-Preis, Sparte „Kurzgeschichte“
- 2014: Agatha-Christie-Krimipreis
- 2016: Vincent Preis